# ヴォー州
ヴォー州（ヴォーしゅう、Vaud (フランス語: (Canton de) Vaud, 発音: [kɑ̃tɔ̃ də vo]; ドイツ語: (Kanton) Waadt, 発音: [vat] ( 音声ファイル) or [vaːt])）は、スイスのカントン（州）。人口は77万3407人（2015年12月）。州都はローザンヌ。10の郡（District）に分かれている。フランス語圏に属する。

## 地理

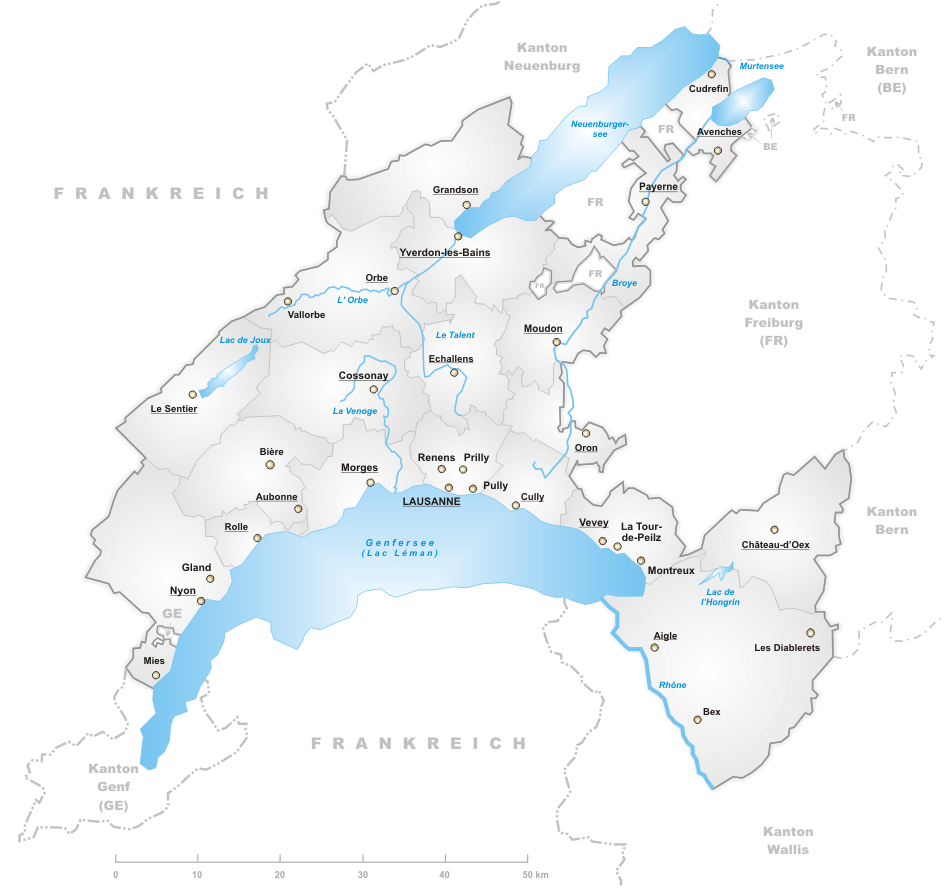
ヴォー州の地図

ヴォー州はスイスの南西に位置している。ヌーシャテル州やジュネーヴ州、フリブール州、ヴァレー州、それにフランスのアン県と隣接する。北にヌーシャテル湖、南にレマン湖があり、フランスのオート＝サヴォワ県とはレマン湖上で国境を接する。

### 隣接している州
- 北:ヌーシャテル州,ヌーシャテル湖
- 西:フランスアン県
- 南西:ジュネーブ州
- 南:フランスオート＝サヴォワ県（レマン湖対岸）
- 東:フリブール州,ベルン州
- 南東:ヴァレー州

## 歴史
もとサヴォイア公国の領地であったが、1536年にスイスの有力な都市邦ベルンが占領し、その従属領にした。サヴォイアは1603年に奪回をあきらめ、ヴォーに対する領有主張を放棄した。
1798年1月24日に仏軍イタリア方面軍司令官ナポレオン・ボナパルトの援助を得てベルンから独立、1803年4月14日にスイス連邦に加盟した。

## 経済
州都であるローザンヌが主要な都市である。軽工業が盛んであり、1998年の時点では労働者のうち71.7%が第3次産業、20.8%が第二次産業に従事していた。
スイスで第二のワイン生産量を誇り、そのうち多くは白ワインである。畑はほとんどが、ユネスコの世界遺産であるラヴォー地区のブドウ畑を含むジュネーブ湖の湖畔の斜面に位置している。
エーグルには国際自転車競技連合が置かれている。またブベーにある地方裁判所では多くの名誉毀損訴訟が行われている。

## 行政区
ヴォー州は以下の10の郡に分かれている。
| 郡                                                 | 人口 （2015年12月） | 面積(km²) | 中心都市                                     | 基礎自治体の数 |
| -------------------------------------------------- | ------------------- | --------- | -------------------------------------------- | -------------- |
| Aigle （エーグル）                                 | 44,498              | 434.85    | Aigle VD （エーグル）                        | 15             |
| Broye-Vully （ブロイエ・ヴュリー）                 | 41,811              | 264.98    | Payerne （パイェルヌ、ペイエルン）           | 31             |
| Gros-de-Vaud （グロ・ド・ヴォー）                  | 42,945              | 230.83    | Echallens （エシャラン）                     | 37             |
| Jura-Nord vaudois （ジュラ・ノール・ヴァルド）     | 89,364              | 702.59    | Yverdon-les-Bains （イヴェルドン・レ・バン） | 73             |
| Lausanne （ローザンヌ）                            | 161,202             | 65.15     | Lausanne （ローザンヌ）                      | 6              |
| Lavaux-Oron （ラヴォー・オロン）                   | 59,305              | 134.57    | Cully VD （キュリー）                        | 17             |
| Morges （モルジュ）                                | 80,095              | 372.96    | Morges （モルジュ）                          | 62             |
| Nyon （ニヨン）                                    | 97,232              | 307.34    | Nyon （ニヨン）                              | 47             |
| Ouest lausannois （西ローザンヌ）                  | 72,733              | 26.32     | Renens （レナン）                            | 8              |
| Riviera-Pays-d'Enhaut （リヴィエラ・ペイ・ダンオ） | 84,222              | 282.88    | Vevey （ヴヴェイ）                           | 13             |
| 合計 (10)                                          | 773,407             | 2822.47   |                                              | 309            |

## 主な都市
- ローザンヌ
- ニヨン
- モントルー
- ヴヴェイ
- シャトー・デー
- イヴェルドン・レ・バン
- ミー

## 関係者
出身者
居住その他ゆかりある人物
- チャールズ・チャップリン（俳優） - ヴヴェイ近郊コルシエ＝シュル＝ヴヴェイ (fr) の自宅で死去
- オードリー・ヘプバーン（女優） - トロシュナ (fr) の自宅で死去
- マリー・ラフォレ（女優） - ジェノリエ (fr) で死去。墓所はパリのペール・ラシェーズ墓地。
- ジャン＝リュック・ゴダール（映画監督、ヌーヴェルヴァーグ） - コレージュまでの少年期をニヨンで過ごした。